# Castel Trapp

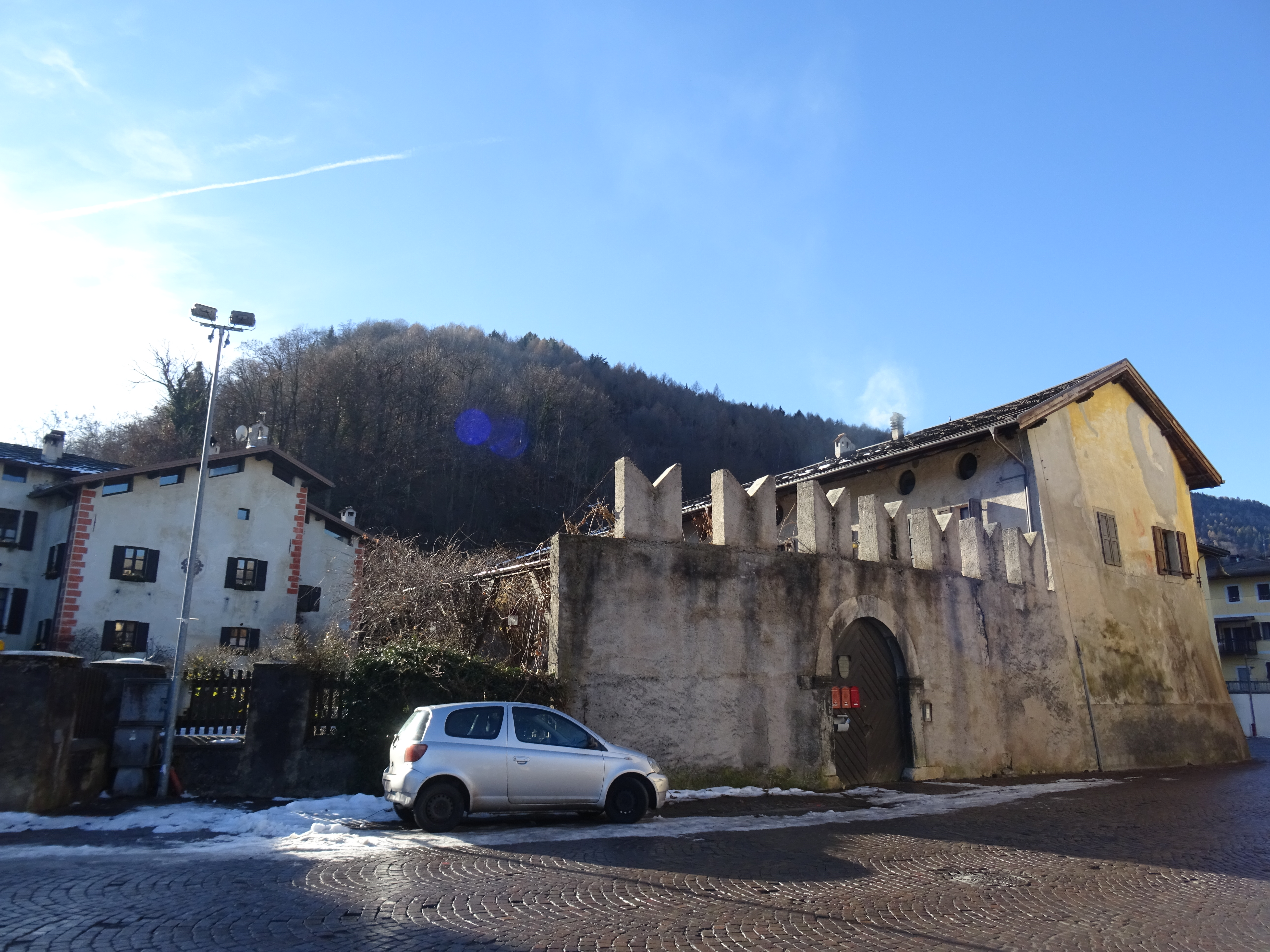
Castel Trapp

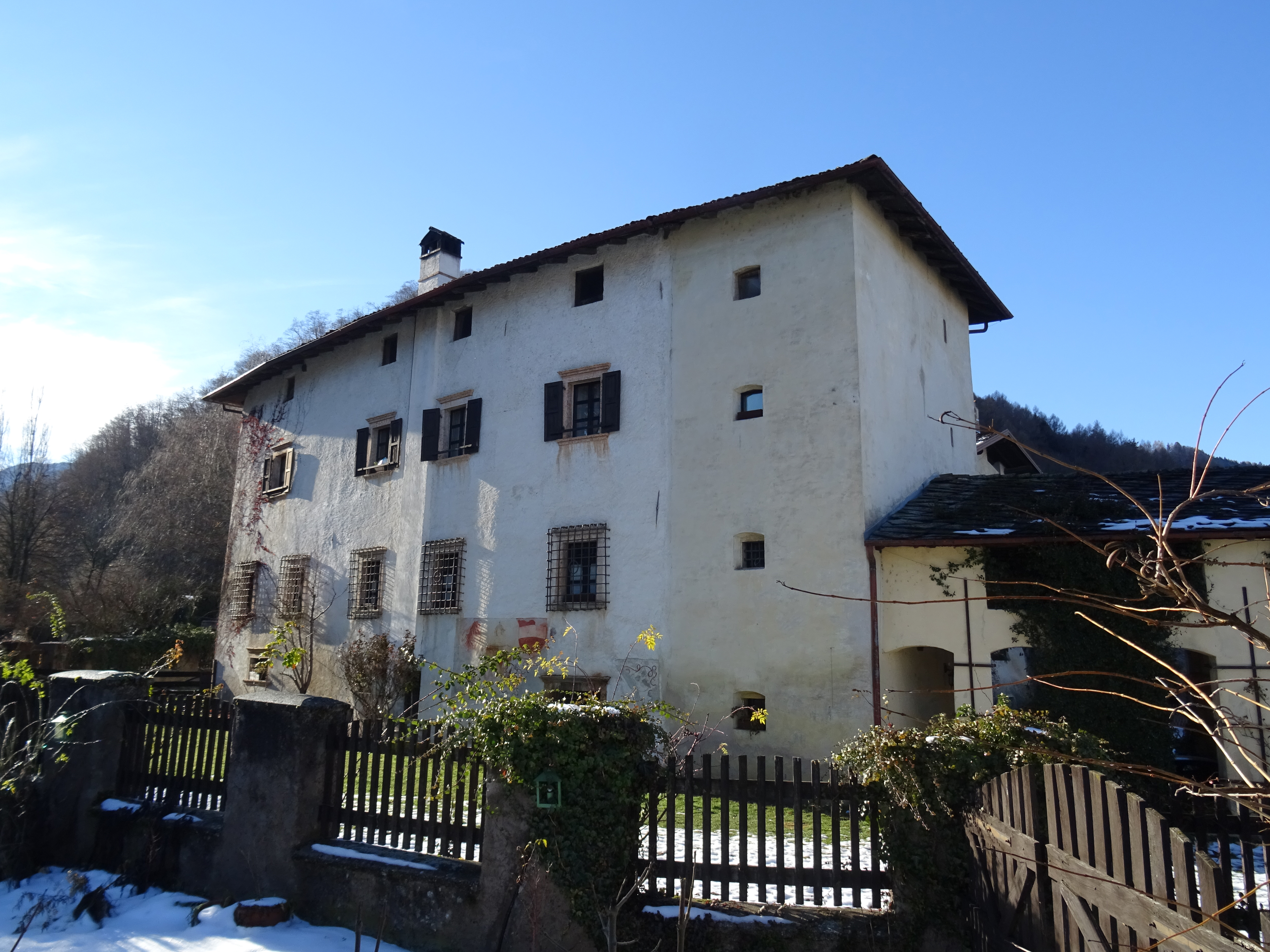
Seitenansicht

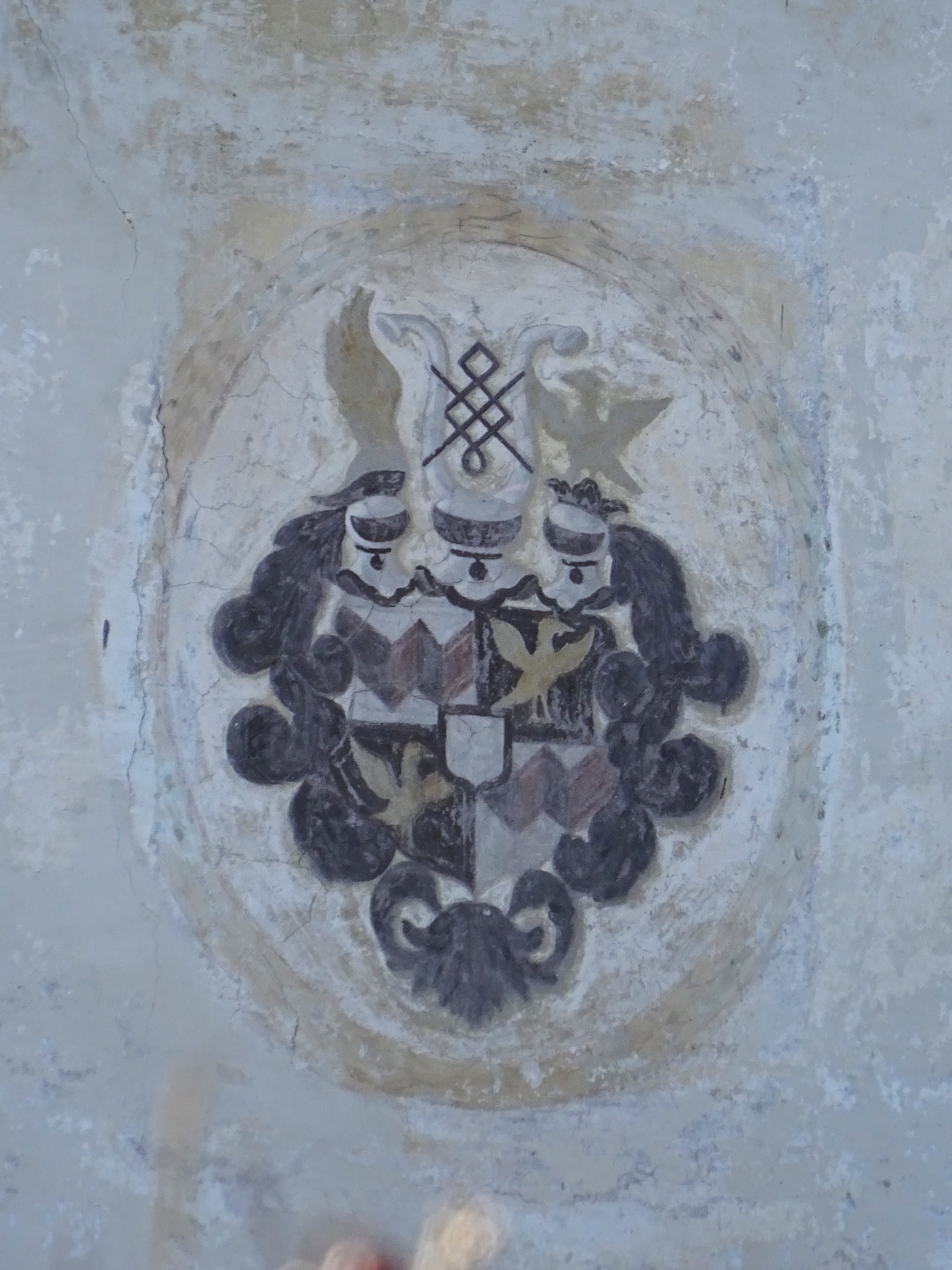
Wappen der Trapp

Castel Trapp bzw. Magnifica Corte Trapp ist ein altes Herrenhaus in der Gemeinde Caldonazzo im Trentino. 

## Geschichte
Archäologische Funde belegen eine Besiedlung Caldonazzo seit der Römerzeit. Des Weiteren finden sich Spuren der Völkerwanderung. Der Platz lag an einer alten Handelsstraße, am Eingang in das Tal Valsugana. Vermutlich diente der Hof in der Langobardenzeit als Gerichts- und Verwaltungssitz und behielt diese Funktion bis an das 13. Jahrhundert. Laut einer Urkunde von 1201 erhielten die Herren von Caldorazzo vom Fürstbischof von Trient die Erlaubnis oberhalb des Ortes eine neue Burg errichten zu dürfen. Der Gerichtsplatz ist urkundlich seit 1319 nachgewiesen. Zunächst umschloss eine Wehrmauer einen heute nicht mehr erhaltenen zentralen Bergfried. Seit dem 15. Jahrhundert war es im Besitz des Tiroler Landesfürsten Herzog Friedrich IV., der es als Lehen weitergab. Nach mehreren Besitzerwechseln erhielt das Lehen 1461 der Hofmeister Herzog Sigismunds Jakob II. Trapp. Darauf gehörte es seinen Nachkommen, die danach auch Caldonazzo als Prädikat führten. Die Grafen von Trapp ließen im Laufe des 16. Jahrhunderts die mittelalterliche Anlage mit Ringmauer und Wehrturm im Zentrum zu einem repräsentativen Ansitz im Stil der Renaissance wesentlich umgestalten und erweitern. Bis 1794 blieb es in Familienbesitz der jüngeren Welschtiroler Linie der Trapp, die mit dem k. k. Kämmerer und Regierungsrat in Trient Kaspar Ignaz Graf von Trapp († 26. Juli 1794) im Mannesstamm erloschen ist.  

## Beschreibung
Die Freskenzyklen im Inneren mit allegorischen Darstellungen werden dem Meister aus Schluderns zugeschrieben. Die heutige Zinnmauer kam erst in der Zeit des Historismus, im 19. Jahrhundert hinzu. Außer dem Haupthaus gehört zur Anlage ein Wirtschaftsgebäude. Castel Trapp befindet sich heute im Privatbesitz und kann nicht besichtigt werden. Der Innenhof wird gelegentlich für kulturelle Veranstaltungen genutzt, jährlich findet dort ein Weihnachtsmarkt statt.